# La Bourboule
La Bourboule è un comune francese di 1 739 abitanti situato nel dipartimento del Puy-de-Dôme, nella regione dell'Alvernia-Rodano-Alpi.

## Storia

### Simboli
Il comune ha ripreso lo stemma del casato di La Tour d'Auvergne a cui sono stati aggiunti la banda di rosso e il capo con il tricolore francese.

## Società

### Evoluzione demografica
Abitanti censiti